# Nightfall in Middle-Earth
Nightfall in Middle-Earth šesti je studijski album njemačkog power metal sastava Blind Guardian.
Velik dio audio zapisa s liste nisu pjesme, nego samo uvod u sljeđeću priču tj. pjesmu. Album je koncepciran i prati zaplet knjige J. R. R. Tolkiena - Silmarillion.

## Popis pjesama
1. "War of Wrath"  – 1:50
2. "Into the Storm"  – 4:24
3. "Lammoth"  – 0:28
4. "Nightfall"  – 5:34
5. "The Minstrel"  – 0:32
6. "The Curse of Fëanor"  – 5:41
7. "Captured"  – 0:26
8. "Blood Tears"  – 5:23
9. "Mirror Mirror"  – 5:07
10. "Face the Truth"  – 0:24
11. "Noldor" (Dead Winter Reigns)  – 6:51
12. "Battle of Sudden Flame"  – 0:44
13. "Time Stands Still" (At the Iron Hill)  – 4:53
14. "The Dark Elf"  – 0:23
15. "Thorn"  – 6:18
16. "The Eldar"  – 3:39
17. "Nom the Wise"  – 0:33
18. "When Sorrow Sang"  – 4:25
19. "Out on the Water"  – 0:44
20. "The Steadfast"  – 0:21
21. "A Dark Passage"  – 6:01
22. "Final Chapter" (Thus Ends...)  – 0:48

- Bonus pjesme

1. Nightfall (orkestralna verzija)  – 5:38 (samo Japan)
2. A Dark Passage (instrumentalna verzija)  – 6:05 (samo Japan)

## Zasluge
Blind Guardian
- Hansi Kürsch - vokali i bas-gitara
- André Olbrich - glavna gitara i prateći vokali
- Marcus Siepen - ritam gitara i prateći vokali
- Thomas Stauch - bubnjevi

Dodatni glazbenici
- Oliver Holzwarth - bas-gitara
- Mathias Weisner - klavijature
- Michael Schuren - klavir
- Max Zelner - flauta
- Norman Eshley, Douglas Fielding - pripovjedači
- Billy King, Rolf Köhler, Olaf Senkbeil, Thomas Hackmann - glasovi

Ostalo osoblje
- Flemming Rasmussen - producent
- Andreas Marschall - omot albuma

## Vanjske poveznice
- Nightfall In Middle-Earth na Discogsu